# Lándzsafoltú pontylazac
A lándzsafoltú pontylazac (Hyphessobrycon anisitsi) a sugarasúszójú halak (Actinopterygii) osztályának pontylazacalakúak (Characiformes) rendjébe, ezen belül a pontylazacfélék (Characidae) családjába tartozó faj.

## Előfordulása
A lándzsafoltú pontylazac előfordulási területe Dél-Amerika. Eredetileg a Paraná és az Uruguay folyórendszerekben volt őshonos.

## Megjelenése
Háta sárgásbarna, hasa ezüst színű. A testüket egy olajzöld színű csík választja ketté, mely a faroktőben, a farokúszóra is átnyúlva sötétkékké válik, a teste egy lándzsa hegyére hasonlít. Úszói, szemgyűrűinek felső szegélye vörös. Nem igényel semmi különlegeset, kimondottan alkalmas kezdő akvaristáknak. Albínó változatát sokszor „flamingólazac” néven emlegetik. Az erősebb, 6 centiméteres gömbölydedebb hasú példány a nőstény, a hím 1 centiméterrel is kisebb és karcsúbb.

## Életmódja
Szubtrópusi pontylazac, amely kisebb vizekben, akár pocsolyákban is megél. Tápláléka főleg férgek, kis rákok és rovarok; étrendjét növényi eredetű táplálékkal egészíti ki.

## Tartása
Minimum 100 literes akváriumot igényel. 120 literre 6-7 halat számoljunk. Rajban békés, de esetenként megcsipkedheti a többi hal úszóit. Nem igényel sok törődést, kezdőknek nagyon alkalmas. 23-26°C vizet kedveli.

## Szaporodása
Fogságban az ívásukhoz a párt tegyük át egy, 20-25 literes akváriumba. A kiválasztott párt tegyük a 25 °C hőmérsékletű vízbe, már másnap a finom szálú növényekre rakja ikráit. Az ivadékok 1 nap múlva kelnek ki és 5 nap múlva úsznak el. Egy-egy sikeres ikrázás 400-500 ivadékot is eredményezhet. Az ivadékok rendkívül gyorsan fejlődnek, 2 hét múlva már apró Cyclops (evezőlábú ráknem) eleséggel lehet őket etetni. A nagyobb példányokat ajánlatos kiválogatni, mert felfalhatják elmaradottabb, kisebb testvéreiket.